# 용감한 라디오
《송진우의 용감한 라디오》는 대한민국의 방송국 한국방송공사의 라디오 채널 KBS 해피FM(전국, 수도권 기준 FM 106.1MHz, AM 603kHz)에서 매일 오후 2시부터 오후 4시까지 방송되는 오락 전문 라디오 프로그램이다. 김혜영과 함께의 후속으로 신설되었다. 2024년 3월 24일 자로 10개월만에 폐지되었다.

## DJ
- 배우 송진우 (남)

## 코너
- 송반장의 하루
- 간식, 얼마나 좋아
- 용감한데?

## 같이 보기
- 오락